# Marek Hlavica
Marek Hlavica (* 4. února 1961 Praha) je český novinář, odborník na komunikaci a hudebník.

## Životopis
Po studiích na Fakultě žurnalistiky Univerzity Karlovy pracoval v časopise Mladý svět. Začínal jako elév a redaktor. V roce 1990 odjel na stáž do časopisu Rolling Stone v New Yorku, kde získal zkušenosti v oboru vydavatelství a mediálního obchodu. Ty pak zúročil v nově vytvořené pozici obchodního ředitele společnosti Mladý svět a nakonec jako ředitel stejnojmenného vydavatelství. Po odchodu z Mladého světa krátce působil jako ředitel marketingu při startu první soukromé televize Nova. Větší část své profesní kariéry po roce 1995 věnoval oboru public relations. Byl zakladatelem a partnerem agentury Impact, která pracovala pro řadu významných mezinárodních i tuzemských klientů (Pepsi, Aral, Eurotel, Český telecom ad.). V roce 2000 opustil agenturu a stal se postupně manažerem komunikace ve společnostech Philip Morris, Citibank, ČEZ a Plzeňský Prazdroj. Od roku 2008 působí jako nezávislý konzultant v oboru komunikace (Volby do Evropského parlamentu, Spolchemie, Heineken, Plzeňský Prazdroj, ČNB, Ministerstvo financí ČR ad.) a ředitel mezinárodního festivalu reklamy PIAF. Od ledna 2016 je výkonným ředitel AKA (Asociace komunikačních agentur).
Jako předseda profesního sdružení odborníků PR Klub ČR přivedl na svět soutěž Zlatý středník (firemní publikace). Během své práce v oboru získaly projekty, které vedl nebo inicioval, řadu ocenění jako PR projekt roku, nejlepší firemní časopis a noviny, Via Bona. Hlavica rovněž přednáší a publikuje o komunikaci.
Jako hudebník je znám především mezi příznivci jazzu, blues a soulu. V osmdesátých a devadesátých letech tvořil třetinu bluesového tria Tucet (P. Jurkovič a P. Hudec). Další důležitou etapou byla soul rocková formace Žáha, kde se Hlavica pod pseudonymem SoulM prosazoval nejen jako zpěvák a hráč na foukací harmoniku, ale především jako autor. Tucet a Žáha vydaly celkem 4 alba (Sony Music a vlastním nákladem), skupiny vstupovaly na festivalových a klubových pódiích doma i v zahraničí. V poslední době Hlavica příležitostně vystupuje s různými bluesovými a jazzovými sestavami (Voice&Toys, Žáha, Luboš Andršt Blues Band ad.).
Svoji schopnost komunikovat s publikem využívá Hlavica také například jako dlouholetý moderátor festivalu Blues Alive nebo slavnostního večera soutěže efektivity reklamy EFFIE. Pro rok 2013 se stal moderátorem pořadu Tečka páteční noci na ČT ART. Dvouhodinové živé vysílání kombinuje publicistiku s hudbou.